# Lučenec (distrito)
O Distrito de Lučenec (eslovaco: Okres Lučenec) é uma unidade administrativa da Eslováquia Central, situado na Banská Bystrica (região), com 72.878 habitantes (em 2003) e uma superfície de 771 km².

## Demografia
| Ano:        | 1994   | 2004   | 2014   | 2024   |
| ----------- | ------ | ------ | ------ | ------ |
| Broj ljudi: | 73 470 | 73 287 | 74 401 | 68 623 |
| Razlika:    |        | -0,24% | +1,52% | -7,76% |

| Ano:               | 2023   | 2024   |
| ------------------ | ------ | ------ |
| Número de pessoas: | 69 018 | 68 623 |
| Diferença:         |        | -0,57% |

## Cidades
- Fiľakovo
- Lučenec (capital)

## Municipios
- Ábelová
- Belina
- Biskupice
- Boľkovce
- Budiná
- Bulhary
- Buzitka
- Čakanovce
- Čamovce
- Divín
- Dobroč
- Fiľakovské Kováče
- Gregorova Vieska
- Halič
- Holiša
- Jelšovec
- Kalonda
- Kotmanová
- Lehôtka
- Lentvora
- Lipovany
- Lovinobaňa
- Lupoč
- Ľuboreč
- Mašková
- Mikušovce
- Mučín
- Mýtna
- Nitra nad Ipľom
- Nové Hony
- Panické Dravce
- Píla
- Pinciná
- Pleš
- Podrečany
- Polichno
- Praha
- Prša
- Radzovce
- Rapovce
- Ratka
- Ružiná
- Stará Halič
- Šávoľ
- Šiatorská Bukovinka
- Šíd
- Šurice
- Točnica
- Tomášovce
- Trebeľovce
- Trenč
- Tuhár
- Veľká nad Ipľom
- Veľké Dravce
- Vidiná